# Kapuran (Badegan)
Kapuran is een bestuurslaag in het regentschap Ponorogo van de provincie Oost-Java, Indonesië. Kapuran telt 2555 inwoners (volkstelling 2010).